# Caroline John
Caroline Frances John (ur. 19 września 1940 w Yorku, zm. 5 czerwca 2012 w Londynie) – brytyjska aktorka filmowa, telewizyjna i teatralna, znana przede wszystkim z roli Liz Shaw w brytyjskim serialu science-fiction pt. Doktor Who.

## Kariera
Zadebiutowała w 1955 roku w filmie komediowym pt. Raising a Riot, gdzie grała jedno z dzieci na przyjęciu, jednak nie została wymieniona w czołówce. W 1963 roku wystąpiła w filmie krótkometrażowym pt. The King’s Breakfast jako królewska pokojówka. W tym samym roku po raz pierwszy pojawiła się też w telewizji, w serialu Teletale w gościnnej roli pielęgniarki.
W 1970 roku grała w brytyjskim serialu science-fiction pt. Doktor Who rolę towarzyszki Doktora, dr Elizabeth „Liz” Shaw, grając u boku Jonego Pertwee oraz Nicholasa Courtneya. Jednakże producenci zrezygnowali z granej przez nią postaci po jednym sezonie, ponieważ wykreowali ją na bardzo inteligentną kobietę, co nie pasowało do ówczesnego postrzegania roli towarzysza Doktora. Do roli Liz Shaw powróciła jeszcze w rocznicowym odcinku pt. The Five Doctors, wyprodukowanym na 30-lecie serialu oraz w 1993 roku, tym razem w specjalnej charytatywnej historii wyprodukowanej na 40-lecie istnienia serialu pt. Dimensions in Time.
Na początku lat 70. wystąpiła gościnnie w kilku serialach, m.in. w Love Story, Z-Cars oraz w filmach Assassin czy The Roses of Eyam. W 1973 roku wystąpiła gościnnie w serialu Crown Court. Przez następne 9 lat nie występowała w telewizji. Na mały ekran powróciła dopiero w roku 1982, rolą Laury Lyons w serialu The Hound of the Baskervilles, gdzie grała u boku m.in. Toma Bakera. W 1988 roku wystąpiła gościnnie w serialu Na sygnale, a w 1989 roku w filmie grozy pt. Kobieta w czerni.
W latach 90. wystąpiła gościnnie w takich serialach jak EastEnders czy Milczący świadek, a w 2000 roku w serialu kryminalnym Morderstwa w Midsomer. W 2003 roku wystąpiła w filmie komediowym To właśnie miłość jako babcia Sama. Po raz ostatni na ekranie pojawiła się w 2008 roku w medycznej operze mydlanej pt. Lekarze.

## Życie prywatne
Caroline John była trzecim z ośmiorga dzieci dyrektora teatru, Alexandra Johna, oraz tancerki Very Winckworth. W 1970 roku wyszła za mąż za aktora Geoffreya Beeversa z którym miała trójkę dzieci: córkę Daisy oraz dwóch synów, Bena i Toma. Zmarła 5 czerwca 2012 roku na raka.